# Nanogeociencia
Nanogeociencia es el estudio de fenómenos de nanoescala relacionados con sistemas geológicos. Sobre todo se investigan nanopartículas ambientales de 1–100 nanómetros. Otros campos de estudio incluyen materiales con al menos una dimensión a nanoescala (películas delgadas, fluidos confinados) y la transferencia de energía, electrones, protones y materia a través de interfaces ambientales.

## La atmósfera
Ya que la mayor parte del polvo que entra a la atmósfera es consecuencia de actividades humanas de efectos directos:[cita requerida] deforestación y desertificación, e indirectos: calentamiento global, es más importante comprender los efectos del polvo mineral en la composición gaseosa de la atmósfera, condiciones de formación de nubes y forzamiento radiativo global medio: calentamiento o enfriamiento.

## El océano
Generalmente, el tamaño mínimo de las partículas que estudian los oceanógrafos es de 0.2 micrómetros, lo cual implica que no se examina gran cantidad de partículas de nanoescala, en particular con respecto a génesis de procesos.[cita requerida]

## Los suelos
Nanociencia de agua–roca–bacterias
Aunque no se han desarrollado, casi todos los rubros (geo- y bioprocesos) de la ciencia de interacción de meteorización, suelo y agua–roca están inexorablemente ligados a la nanociencía. En la porción cercana a la superficie terrestre, los materiales que se desintegran y los que se generan, a menudo son de nanoescala. Además, a medida que moléculas orgánicas, simples y complejas, así como bacterias y la totalidad de flora y fauna en suelos y rocas interactúan con los componentes minerales, las nanodimensiones y los procesos de nanoscala están a la orden del día.
Nanociencia de transporte de metales
En el terreno, los investigadores estudian cómo los minerales de nanoescala captan (del suelo) tóxicos tales como arsénico, cobre y plomo. La mitigación de este proceso, denominado remediación del suelo, es una actividad difícil.
La nanogeociencia está en una etapa de desarrollo relativamente incipiente. Investigaciones futuras de la nanociencia en las geociencias habrán de incluir identidad, distribución y propiedades químicas inusuales de partículas de nanoescala y/o películas en los océanos, los continentes y la atmósfera, así como la determinación de procesos terrestres inesperados. Posteriormente, la nanotecnología será clave para el desarrollo de la siguiente generación de sistemas sensores de la Tierra y ambientales.

## Estabilidad dependiente del tamaño y de la reactividad de las nanopartículas
La nanogeociencia trata acerca de estructuras, propiedades y comportamiento de nanopartículas en suelos, sistemas acuáticos y atmosféricos. Una característica clave de las nanopartículas es que su estabilidad y su reactividad son tamaño-dependientes. Ello surge de la vasta área específica y de diferencias en estructura atómica de las nanopartículas, por sus diminutas dimensiones. En general, la energía libre de las nanopartículas es inversamente proporcional a su tamaño. En materiales que pueden adoptar dos o más estructuras, a ciertos tamaños, la energía libre puede resultar en transición de fase de estabilidad. La reducción de energía conduce a crecimiento de cristales (átomo por átomo o por agregación orientada), lo cual, a tamaños mayores, puede a su vez propiciar la transformación de fase debido al cambio de la relativa estabilidad de fase. En sistemas naturales, estos procesos impactan la reactividad de la superficie y la movilidad de las nanopartículas.
Fenómenos bien identificados de las partículas tamaño-dependientes incluyen:
- Reversión de estabilidad de fase de partículas mayores (macroscópicas) a tamaños menores. Comúnmente, a medida que decrece el tamaño de la partícula al disminuir hasta cierto tamaño crítico, una fase voluminosa, menos estable a baja temperatura (y/o baja presión), se vuelve más estable que la fase voluminoso-estable. Por ejemplo, la voluminosa anatasa (TiO2) es metaestable con respecto al voluminoso rutilo (TiO2). Sin embargo, en el aire, a tamaños inferiores a 14 nm, la anatasa es más estable que el rutilo.[5] Similarmente, a menos de 1293 K, cuando el tamaño de la partícula es inferior a 7 nm at 300 K, la wurtzita (ZnS) es menos estable que la esfalerita (ZnS). En el vacío, la wurtzita es más estable que la esfalerita.[6] A tamaños de partícula muy pequeños, la adición de agua a la superficie de nanopartículas de ZnS puede inducir un cambio en la estructura de la nanopartícula,[7] e interacciones superficie-superficie pueden conducir una transformación estructural reversible sobre agregación/disgregación.[8]  Otros ejemplos de estabilidad de fase tamaño-dependiente incluyen sistemas de Al2O3,[9] ZrO2,[10] C, CdS, BaTiO3, Fe2O3, Cr2O3, Mn2O3, Nb2O3, Y2O3 y Au-Sb.
- La cinética de transformación de fase es tamaño-dependiente. Las transformaciones generalmente ocurren a menos de varios cientos de grados. En tales condiciones, debido a sus altas energías de activación, las tasas de nucleación de superficie y de nucleación voluminosa son bajas. Así, la transformación de fase ocurre, de manera predominante, vía nucleación de interfaz,[11] que depende del contacto entre las nanopartículas. Como consecuencia, la tasa de transformación es tamaño-dependiente de la cantidad de partículas, y procede más rápido en nanopartículas de empaque denso (o altamente agregado) que en las de empaque laxo.[12] A menudo, en nanopartículas ocurren transformaciones de fase concurrente compleja y engrosamiento de partículas.[13]
- Adsorción tamaño-dependiente en nanopartículas[14][15] y oxidación de nanominerales.[16]

Estas propiedades dependientes del tamaño resaltan la importancia del tamaño en la estabilidad y en la reactividad de las nanopartículas.